# Westport (Connecticut)
Westport ist eine Stadt im Fairfield County im US-amerikanischen Bundesstaat Connecticut. Das U.S. Census Bureau hat bei der Volkszählung 2020 eine Einwohnerzahl von 27.141 ermittelt. Die geografischen Koordinaten sind: 41,12° Nord, 73,35° West. Das Stadtgebiet hat eine Größe von 86,2 km².

## Lage
Westport liegt am Saugatuck River und grenzt im Westen und Norden an die Städte Norwalk und Weston, im Osten an Fairfield und im Süden an den Long Island Sound. 

## Verkehr
Die Interstate 95 verläuft durch die Stadt. Direkt nördlich davon überquert die Route 126 den Fluss über die Saugatuck River Bridge, welche die Stadt 1884 errichten ließ. Etwas weiter nördlich führt auch der U.S. Highway 1 über den Fluss.
Westport hat zwei Bahnhöfe (Westport und Greens Farms), die von der Eisenbahngesellschaft Metro-North Railroad bedient werden.

## Wirtschaft
Westport ist Sitz des Hedgefonds Bridgewater Associates sowie des Baumaschinenherstellers Terex.

## Kultur und Sehenswürdigkeiten
Der National Park Service weist für Westport 14 Bauwerke und Stätten aus, die im National Register of Historic Places (NRHP) eingetragen sind (Stand 26. November 2018).

## Partnerstädte
Westport pflegt partnerschaftliche Beziehungen zu
- Marigny in der Normandie, Frankreich
- Sankt Petersburg, Russland
- Yangzhou, China

## Persönlichkeiten

### Söhne und Töchter der Stadt
- Bradford R. Wood (1800–1889), Jurist und Politiker
- Morris Ketchum Jesup (1830–1908), Bankier (Cuyler, Morgan & Jesup) und Philanthrop
- William Coley (1862–1936), Knochenchirurg und Onkologe
- David Dodge Boyden (1910–1986), Musikwissenschaftler und Instrumentenkundler
- Eric Von Schmidt (1931–2007), Maler, Illustrator sowie Folk- und Bluessänger
- Buell Neidlinger (1936–2018), Kontrabassist  und Hochschullehrer
- Steve Miner (* 1951), Regisseur
- Pamela Sue Martin (* 1953), Schauspielerin (Der Denver-Clan)
- Cathleen Schine (* 1953), Schriftstellerin
- David Marshall Grant (* 1955), Schauspieler
- Lincoln Child (* 1957), Schriftsteller
- Kevin Gray (1958–2013), Schauspieler
- Adam Marcus (* 1968), Regisseur und Drehbuchautor
- Kerri Kenney-Silver (* 1970), Schauspielerin und Sängerin
- Tara Subkoff (* 1972), Schauspielerin und Modedesignerin
- Micah Sloat (* 1981), Schauspieler
- Chelsea Cutler (* 1997), Musikerin, Sängerin und Produzentin
- Kyle Zajec (* 1997), Fußballspieler

### Mit der Stadt verbunden
- Trigant Burrow (1875–1950), Gründer der Gruppenpsychoanalyse und der heute noch bestehenden Lifwynn Foundation in Westport.
- Linda Fiorentino (* 1958), Schauspielerin, lebt derzeit in Westport.
- Paul Newman (1925–2008), Schauspieler, lebte bis zu seinem Tod in Westport.
- Hilla von Rebay (1890–1967), Malerin und Initiatorin des Solomon R. Guggenheim Museums, lebte in den letzten Jahren ihres Lebens in Westport.
- Brett Somers (1924–2007), Schauspielerin und Komikerin, lebte bis zu ihrem Tod in Westport.
- Hy Zaret (1907–2007), Liedtexter und Komponist, lebte in den letzten Jahren seines Lebens in Westport.
- Christopher Lloyd (* 1938), Schauspieler, machte in Westport seinen Highschool-Abschluss.